# EuroFloorball Challenge 2016
Die IFF EuroFloorball Challenge 2016 war die erste Spielzeit, da das 2015er Turnier mangels Meldungen abgesagt werden musste. Das Turnier wurde in Budapest, Ungarn, vom 25. bis zum 28. August gespielt.
Der jeweilige Gewinner ist zum EuroFloorball Cup 2017 qualifiziert.

## Teilnehmer
|  | Männer: - Phoenix Fireball (Gastgeber) - Dunai Krokodilok SE (3. der Salming OB1 2015/16) - FBC Bozen (Meister Serie A 2015/16) - IFK Paris (Meister Division 1 2015/16) | Frauen: - Phoenix Fireball (Gastgeber) - Neumann Pillangok (Meister Salming OB 2015/16) - CDE El Valle (Meister Liga CAM 2015/16) - Lyon FC (Sieger Le Championnat de France de Floorball féminin 2015/16) |

## Gruppenphase
| Platz | Land                | Sp | S | SDS | SDN | N | +  | −  | Pkt |
| ----- | ------------------- | -- | - | --- | --- | - | -- | -- | --- |
| 1.    | Phoenix Fireball    | 3  | 3 | 0   | 0   | 0 | 25 | 2  | 9   |
| 2.    | Dunai Krokodilok SE | 3  | 1 | 1   | 0   | 1 | 12 | 21 | 5   |
| 3.    | FBC Bozen           | 3  | 1 | 0   | 1   | 1 | 7  | 12 | 4   |
| 4.    | IFK Paris           | 3  | 0 | 0   | 0   | 3 | 8  | 17 | 0   |

| Platz | Land              | Sp | S | SDS | SDN | N | +  | −  | Pkt |
| ----- | ----------------- | -- | - | --- | --- | - | -- | -- | --- |
| 1.    | CDE El Valle      | 3  | 2 | 1   | 0   | 0 | 17 | 12 | 8   |
| 2.    | Neumann Pillangok | 3  | 2 | 0   | 1   | 0 | 20 | 10 | 7   |
| 3.    | Phoenix Fireball  | 3  | 1 | 0   | 1   | 1 | 12 | 14 | 4   |
| 4.    | Lyon FC           | 3  | 0 | 1   | 0   | 2 | 6  | 19 | 2   |

| FBC Bozen | 3 | – (n.SD.) | 4 | Dunai Krokodilok SE | 25. August 2016, 13:45 Uhr |  |

| IFK Paris | 0 | – | 7 | Phoenix Fireball | 25. August 2016, 16:30 Uhr | 0 |

| IFK Paris | 2 | – | 3 | FBC Bozen | 26. August 2016, 11:00 Uhr | 0 |

| Phoenix Fireball | 12 | – | 1 | Dunai Krokodilok SE | 26. August 2016, 19:15 Uhr | 0 |

| Dunai Krokodilok SE | 7 | – | 6 | IFK Paris | 27. August 2016, 09:00 Uhr | 0 |

| Phoenix Fireball | 6 | – | 1 | FBC Bozen | 27. August 2016, 17:15 Uhr | 0 |

| Lyon FC | 2 | – | 8 | CDE El Valle | 25. August 2016, 11:00 Uhr | 0 |

| Phoenix Fireball | 4 | – | 7 | Neumann Pillangok | 25. August 2016, 19:15 Uhr | 0 |

| Lyon FC | 4 | – (n.SD.) | 3 | Phoenix Fireball | 26. August 2016, 13:45 Uhr |  |

| CDE El Valle | 6 | – (n.SD.) | 5 | Neumann Pillangok | 26. August 2016, 16:30 Uhr |  |

| Neumann Pillangok | 8 | – | 0 | Lyon FC | 27. August 2016, 11:45 Uhr | 0 |

| Phoenix Fireball | 5 | – | 3 | CDE El Valle | 27. August 2016, 14:30 Uhr | 0 |

## Spiel um Platz 3
| FBC Bozen | 3 | – | 2 | IFK Paris | 28. August 2016 13:30 Uhr |  |

| Phoenix Fireball | 8 | – | 3 | Lyon FC | 28. August 2016 08:30 Uhr |  |

## Finale
| Phoenix Fireball | 7 | – | 4 | Dunai Krokodilok SE | 28. August 2016 16:15 Uhr |

| Neumann Pillangok | 1 | – | 2 | CDE El Valle | 28. August 2016 10:45 Uhr |

## Abschlussplatzierungen
| Rang | Team                |
| ---- | ------------------- |
| 1    | Phoenix Fireball    |
| 2    | Dunai Krokodilok SE |
| 3    | FBC Bozen           |
| 4    | IFK Paris           |

| Rang | Team              |
| ---- | ----------------- |
| 1    | CDE El Valle      |
| 2    | Neumann Pillangok |
| 3    | Phoenix Fireball  |
| 4    | Lyon FC           |